# Claus König
Claus König (Ludwigshafen am Rhein, 23 november 1933) is een Duits ornitholoog, gespecialiseerd in de studie en beschrijving van uilen.

## Biografie
König, die van in zijn jeugd gefascineerd was door uilen en vleermuizen, studeerde zoölogie, botanica en chemie aan de Johann Wolfgang Goethe-Universiteit in Frankfurt am Main. Daar behaalde hij in 1959 de graad van doctor. Hij leidde van 1962 tot 1971 de vogelbescherming van Ludwigsburg en van 1969 tot 1984 was hij voorzitter van de Duitse vogelbeschermingsbond. Van 1971 tot 1996 was hij curator van de ornithologische afdeling van het Staatliches Museum für Naturkunde in Stuttgart. In 1997 volgde hij Olivier Reppel op als directeur van het museum. In 2000 ging hij met pensioen.
Sedert het begin van de jaren 1960 hebben Claus König en zijn vrouw diverse onderzoeksprojecten rond uilen uitgevoerd. Eind jaren 1960 waren ze betrokken bij de herinvoering van de dwerguil in het Zwarte Woud. Begin jaren 1980 reisde hij naar Zuid-Amerika waar hij de plaatsen opzocht die Charles Darwin tussen 1832 en 1835 had bezocht. Hij deed ook onderzoek in Afrika en Europa. Tijdens een van zijn onderzoeken ontdekte hij in 1962 nabij Garmisch-Partenkirchen de Beierse woelmuis, een knaagdier waarvan later aangenomen werd dat het uitgestorven was, totdat het in 2000 opnieuw ontdekt werd.
Hij heeft enkele nieuwe uilensoorten beschreven waaronder de Zuid-Amerikaanse Hoy-schreeuwuil (Megascops hoyi), Boliviaanse dwerguil (Glaucidium bolivianum) en Peruaanse dwerguil (Glaucidium peruanum). Hij schreef meer dan 250 wetenschappelijke artikelen en samen met Friedhelm Weick publiceerde hij het standaardwerk Owls of the World, waarin alle bekende uilensoorten beschreven en geordend zijn. Hij heeft ook een aantal natuurfilms over uilen gemaakt.
- Gemeinsame Normdatei: 1028525044
- International Standard Name Identifier: 0000 0001 0999 5276
- Library of Congress Control Number: n81033896
- Nationale Bibliotheek van Tsjechië: kv2013771906
- Nationale Bibliotheek van Israël: 987007439603005171
- Nederlandse Thesaurus van Auteursnamen: 071347321
- Système universitaire de documentation: 070749507
- Virtual International Authority File: 94750169
- WorldCat: E39PBJcRf8PhtpFDb9p3pr9hpP